# Renault 25
Renault 25 – samochód osobowy klasy średniej-wyższej produkowane przez francuską markę Renault w latach 1984 – 1992.

## Historia i opis modelu

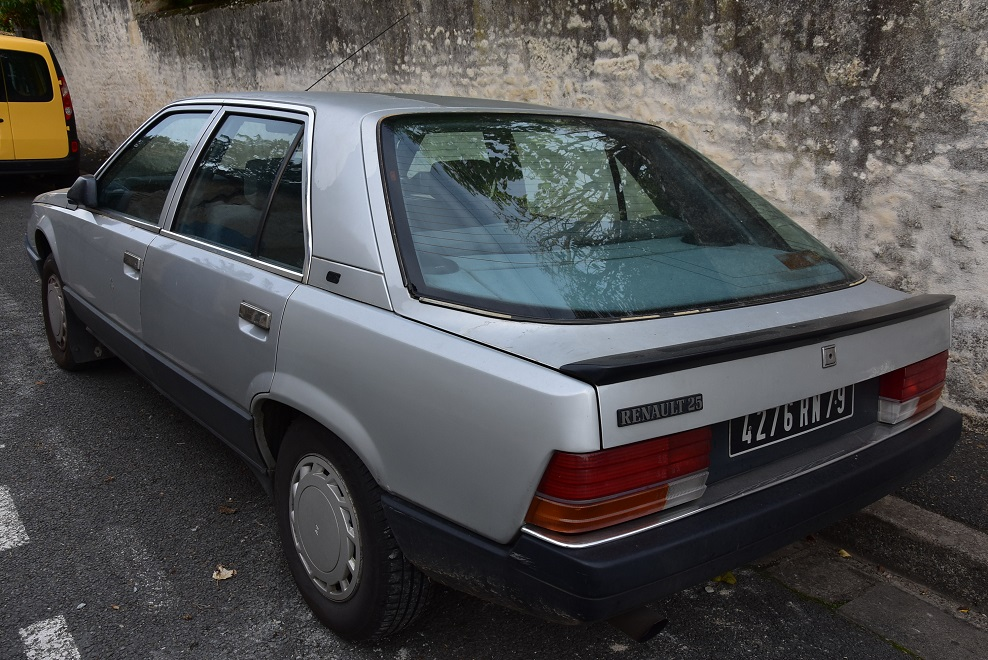
Renault 25 GTS pierwsza generacja (1988) - 1995 cm3, 103 km

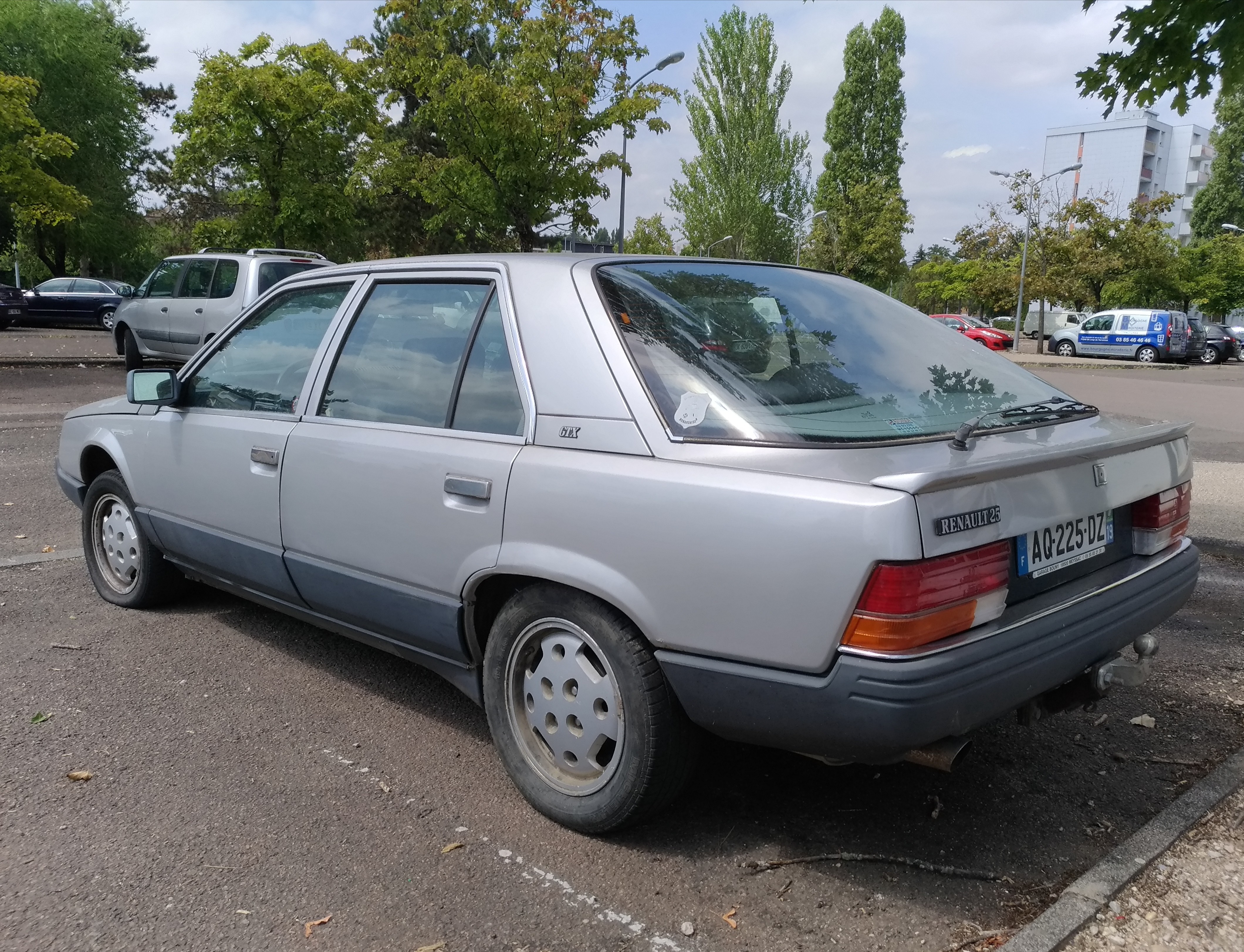
Renault 25 - tył

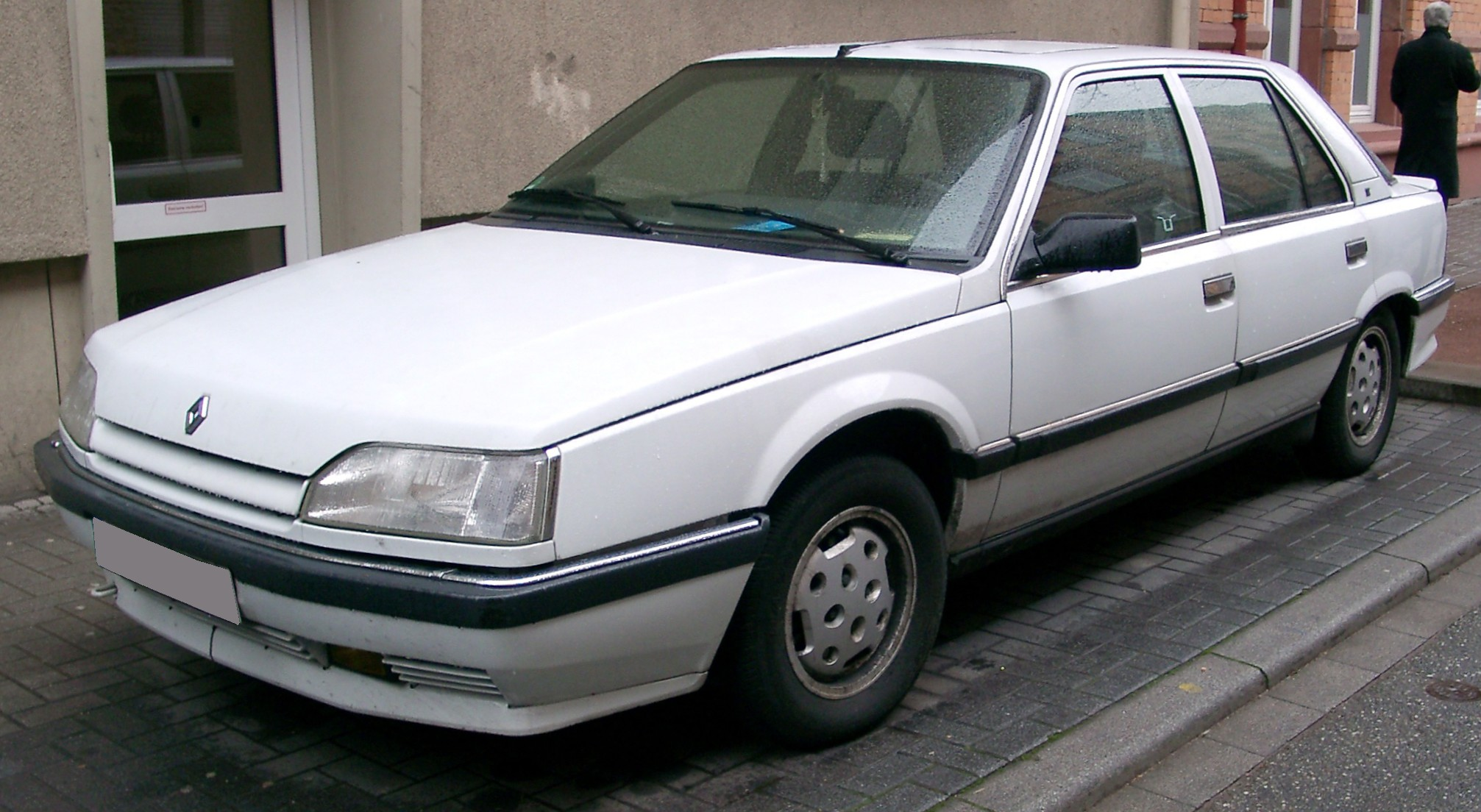
Renault 25 po liftingu

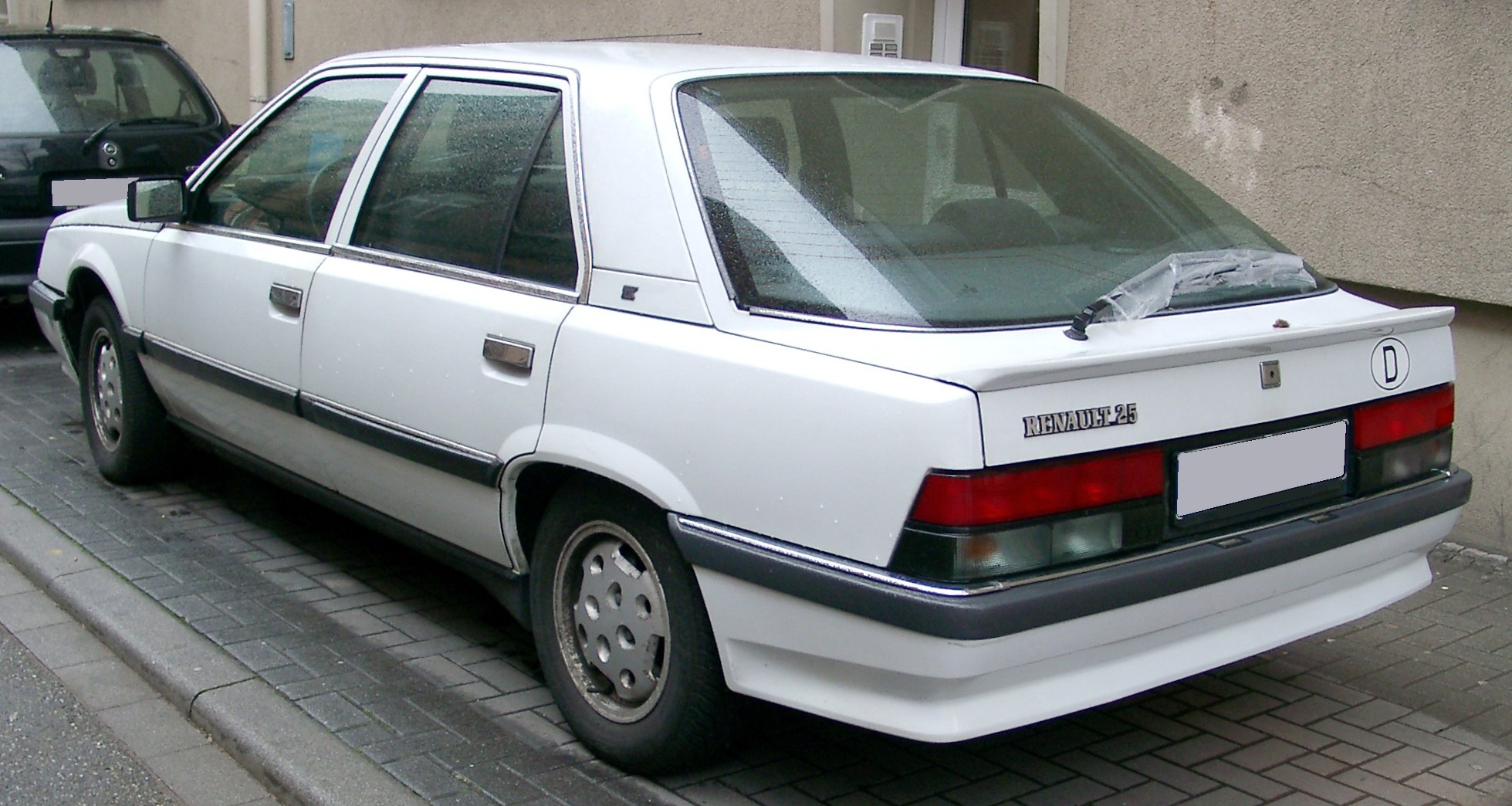
Renault 25 - tył po liftingu

W plebiscycie na Europejski Samochód Roku 1985 model zajął 2. pozycję.  Nadwozie typu liftback dostępne było wyłącznie jako pięciodrzwiowe. Na uwagę zasługiwała mocno wygięta tylna szyba, niespotykana w owych czasach w samochodach. Samochód uzyskał dzięki temu rozwiązaniu "lekką" bryłę nadwozia, mimo dużych (jak na europejskie warunki) rozmiarów. Dodatkowym atutem był duży bagażnik. W 1988 samochód został poddany liftingowi, pojawiły się nowe światła oraz zderzaki, a moc wolnossącego Diesla wzrosła do 70 KM.
Przez cały okres produkcji wyprodukowano 779 687 egzemplarzy. Był produkowany w fabryce Renault w Sandouville, niedaleko Hawru we Francji

### Wyposażenie
Najbardziej topowe wersje o oznaczeniu Baccara miały najbogatsze wyposażenie, obejmujące m.in.:
- deska rozdzielcza i kierownica obszyta skórą oraz skórzane fotele
- komputer pokładowy z syntezą mowy
- pełną elektrykę szyb, foteli i lusterek
- pompowane fotele z pamięcią 3 ustawień
- silniki z turbodoładowaniem w silnikach benzynowych do 240KM
- aktywne zawieszenie
- specjalny schowek na aktówkę
- przedłużenie nadwozia 10 cm w stosunku do pierwotnej wersji (tylko w limitowanej wersji Limusine)
- tempomat
- elektromagnetyczne domykanie klapy bagażnika

### Dane techniczne
| Wersja               | Silnik:                          | Układ zasilania:        | Średnica × skok tłoka: | St. sprężania:     | Moc maksymalna:                    | Maks. moment obrotowy      | 0-100 km/h:        | V-max:             |
| Silniki benzynowe:   | Silniki benzynowe:               | Silniki benzynowe:      | Silniki benzynowe:     | Silniki benzynowe: | Silniki benzynowe:                 | Silniki benzynowe:         | Silniki benzynowe: | Silniki benzynowe: |
| -------------------- | -------------------------------- | ----------------------- | ---------------------- | ------------------ | ---------------------------------- | -------------------------- | ------------------ | ------------------ |
| 2.0 GTS              | R4 2,0 l (1995 cm³), SOHC        | gaźnik Weber 28/36 DARA | 88,00 mm × 82,00 mm    | 9,2:1              | 104 KM (77 kW) przy 5500 obr./min  | 158 N•m przy 3000 obr./min | 11,5 s             | 183 km/h           |
| 2.0 TX               | R4 2,0 l (1995 cm³), SOHC        | b/d                     | 88,00 mm × 82,00 mm    | 9,2:1              | 122 KM (90 kW) przy 5500 obr./min  | 168 N•m przy 4500 obr./min | 10,7 s             | 195 km/h           |
| 2.0 TXi              | R4 2,0 l (1995 cm³), SOHC        | wtrysk MPFi             | 88,00 mm × 82,00 mm    | 9,3:1              | 140 KM (103 kW) przy 6000 obr./min | 176 N•m przy 4300 obr./min | 10,0 s             | 203 km/h           |
| 2.2 GTX              | R4 2,2 l (2165 cm³), SOHC        | wtrysk Renix            | 88,00 mm × 89,00 mm    | 9,9:1              | 125 KM (92 kW) przy 5250 obr./min  | 182 N•m przy 2750 obr./min | 11,1 s             | 195 km/h           |
| 2.5 T                | V6 2,5 l (2458 cm³), SOHC, turbo | wtrysk Renix            | 91,00 mm × 63,00 mm    | 8,6:1              | 185 KM (136 kW) przy 5500 obr./min | 281 N•m przy 3000 obr./min | 7,7 s              | 220 km/h           |
| 2.5 Baccara T        | V6 2,5 l (2458 cm³), SOHC, turbo | wtrysk Renix            | 91,00 mm × 63,00 mm    | b/d                | 208 KM (153 kW) przy 5500 obr./min | b/d                        | 7,4 s              | 233 km/h           |
| 2.7                  | V6 2,7 l (2664 cm³), SOHC        | wtrysk Bo K-Jet         | 88,00 mm × 73,00 mm    | 9,2:1              | 146 KM (107 kW) przy 5500 obr./min | 215 N•m przy 3000 obr./min | 10,2 s             | 198 km/h           |
| 2.8 Baccara          | V6 2,8 l (2849 cm³), SOHC        | wtrysk                  | 91,00 mm × 73,00 mm    | b/d                | 159 KM (117 kW) przy 5400 obr./min | 230 N•m przy 2500 obr./min | 9,2 s              | 216 km/h           |
| Silniki wysokoprężne |                                  |                         |                        |                    |                                    |                            |                    |                    |
| 2.1 D                | R4 2,1 l (2068 cm³), SOHC        | pompa wtryskowa Bosch   | 86,00 mm × 89,00 mm    | 21,5:1             | 65 KM (48 kW) przy 4500 obr./min   | 124 N•m przy 2250 obr./min | b/d                | 155 km/h           |
| 2.1 TD               | R4 2,1 l (2068 cm³), SOHC, turbo | pompa wtryskowa Bosch   | 86,00 mm × 89,00 mm    | 21,5:1             | 86 KM (63 kW) przy 4250 obr./min   | 181 N•m przy 2000 obr./min | 13,1 s             | 172 km/h           |